# 牧野元次郎

牧野元次郎

牧野 元次郎（まきの もとじろう、1874年（明治7年）2月17日 - 1943年（昭和18年）12月7日）は、日本の実業家。不動貯金銀行（のちの協和銀行、りそな銀行）創業者・元頭取。定期積金を考案し業績を拡大させ「貯金王」などと呼ばれた。族籍は東京府士族。

## 経歴
千葉県君津郡久留里町（現君津市）出身。旧久留里藩士・牧野治の長男。父・牧野治は明治維新後は警察官吏となり、牧野が小学校に入学する頃には千葉県内の各地に赴任、警察署長も務めた。
1886年、印幡郡土室村の北総英漢義塾に入学。更に高等商業学校（のちの一橋大学）に進むも、過度の勉学への意志が牧野の精神を侵し病気となったことから中退。病も癒えた1894年に成田町に創立された成田銀行に勤めた。
その後貯金業務に特化した貯蓄銀行の起業を思い立ち、岳父の小堀清の出資を得て不動貯金銀行を1900年に設立。当初「不動貯金」（据置貯金。現在の定期預金だが期間が超長期のもの。）や「出世貯金」（抽選で利子を先払いする貯金）を考案したが失敗。翌1901年に「三年貯金」（現在の定期積金）を開始。外務員が預金者を勧誘・毎回に訪問して掛け金を集金し、急な払い戻しにも応じるサービスが受け業績が拡大し貯蓄銀行の最大手となった。設立当初は小堀が頭取を務めたが1904年に自ら頭取就任。1941年、相談役となる。1943年、死去。

## 人物
不動貯金銀行の主力となった「三年貯金」は、その後「ニコニコ貯金」のネーミングで勧誘を進めたが、その中で大黒信仰を基にした「ニコニコ主義」をモットーとして日々の貯蓄の重要性を外務員を通じて預金者に説いた。こうした偉業を讃え、毎年芝大神宮で貯金祭が開催されている。
1930年の共立女子薬学専門学校（のちの共立薬科大学、慶應義塾大学薬学部）に莫大な支援をし、自身も顧問を務めた。また、心霊問題の研究を趣味としていた一面も持っていた。

## 家族・親族
牧野家
- 父・治（1851年 - ?、旧久留里藩士）[1]
- 母・ひさ（1852年 - ?、祖父道訓の長女）[1][2]
- 弟・司郎（1893年 - 1972年、分家[1]、洋画家、不動貯金銀行副頭取）
- 妻・みつ（東京、小堀勝太郎の妹）[1][2]
- 二女はな（1902年生。三上参次の五男・三上進の妻）
- 男・太郎[1]（1904年 - ?、不動貯金銀行常務取締役）
- 四男・二郎（1907年 - ?）[1]
- 六男[1]あるいは五男[2]・五郎（1910年 - 1988年、東京、寺本圭助の養子[2]、不動貯金銀行頭取）
- 孫[2]